# 2000年シドニーオリンピックのチェコ選手団
2000年シドニーオリンピックのチェコ選手団（2000ねんシドニーオリンピックのチェコせんしゅだん）は、2000年9月15日から10月1日にかけてオーストラリアのニューサウスウェールズ州シドニーで開催された2000年シドニーオリンピックのチェコ選手団、およびその競技結果。

## 概要
今大会は金メダル2個、銀メダル3個、銅メダル3個の合計8個のメダルを獲得した。

## メダル
| メダル | 選手名           | 競技       | 種目               |
| ------ | ---------------- | ---------- | ------------------ |
| 金     | ヤン・ゼレズニー | 陸上       | 男子やり投         |
| 銀     | ロマン・セブルレ | 陸上       | 男子十種競技       |
| 銀     | ルドルフ・クライ | ボクシング | 男子ライトヘビー級 |